# Alexander Bulatovitj
Alexander Ksaverievitj Bulatovitj (Алекса́ндр Ксаве́рьевич Булато́вич), född 26 september 1870, död 5 december 1919, var en rysk arméofficer, upptäcktsresande och munk.
Alexander Bulatovitj föddes i en adelsfamilj från Orjol. Han utbildade sig på  Tsarskoje Selo Lyceum, och tjänstgjorde sedan i regementet Livgardets husarer. År 1896 deltog han i en rysk rödakorsmission i Abessinien, där han stiftade bekantskap med kejsaren Menelik II.  Åren 1896-99 var han militärrådgivare till Menelik II i landets krig med  Italien och med stammar i södra delen av landet. Alexander Bulatovitj blev den förste europé som vetenskapligt beskrev Kaffaprovinsen. Han var också den förste europé, som nådde mynningen av Omofloden. 
Alexander Bulatovitj mottog efter sin återkomst till hemlandet Rysslands geografiska sällskaps silvermedalj för sina arbeten från Abessinien och blev först löjtnant och senare ryttmästare vid Livgardets husarer, med tjänstgöring i Sankt Petersburg. Han deltog i strider i Manchuriet juli oktober 1900. År 1903 tog han avsked från armén och blev munk under namnet fader Antonij i Sankt Andreasklostret, nära Sankt Panteleimonklostret, i  munkrepubliken Athos i Grekland. 
Efter att ha tagit intryck av den 1907 utkomna boken I Kaukasus berg av munken  Ilarion, blev han en av ledarna för namnförhärligande-sidan i den efter boken uppkomna och uppslitande konflikten om Guds namn inom den ryska ortodoxa kyrkan. Vid den straffexpedition till det ryska Sankt Penteleimoklostret i Athos i juni 1913, när rörelsen proklamerades som kättersk och upplöstes av en rysk militärstyrka , befann han sig i Sankt Petersburg för att plädera för de namnförhärligandes sak. Han fortsatte sin kamp för erkännande av denna rörelse, skrev flera böcker om dess teologiska syn, erhöll audiens hos tsar Nikolaj II och lyckades slutligen nå en partiell rehabilitering för egen del och för andra meningsfränder. De tilläts att återvända till sina ställningar inom kyrkan utan att göra avbön. 
Under första världskriget tjänstgjorde fader Antonij som militärpräst. Efter återkomst från kriget deltog han åter i debatten i frågan om gudsnamnet. I oktober 1918 återkallade den ryska kyrkans synod den tidigare tillåtelsen för de namnförhärligande att delta i kyrkans mässor. I januari 1919 avbröt fader Antonij sina kontakter med den ryska ortodoxa kyrkans ledning och drog sig tillbaka till familjens egendom  i Lebjedinka. Där grundade han en liten munkkoloni och levde som eremit. Han mördades i december 1919 av oidentifierade rånare.